# Нарада Бернард
Нарада Майкл Бернард (англ. Narada Michael Bernard; нар. 30 січня 1981, Бристоль, Англія) — англійський та ямайський футболіст, лівий захисник. Виступав за національну збірну Ямайки. Особистий тренер, нещодавно згадувався про нього в подкасті «Того Пітера Крауча».

## Життєпис
Розпочав займатися футболом у «Тоттенгем Готспур», але згодом перебрався до академії іншого столичного клубу, «Арсенал», а в серпні 1999 року переведений до першої команди вище вказаного клубу. Виступав за резервну команду «канонірів» разом з Ешлі Коулом, але закріпитися в першій команді не зміг.
У 2000 році вільним агентом перейшов до «Борнмута», з яким підписав 2-річний контракт. Під час перебування у «Борнмуті» отримував травми, зіграв 38 матчів у першій команді, а наприкінці сезону 2002/03 років пішов вільним агентом. У липні 2003 року відправився на невдалий перегляд у «Кіддермінстер Гарріерз».
У серпні 2003 року підписав контракт з «Вокінгом», а в листопаді 2003 року став гравцем «Торкі Юнайтед». У «Торкі» тренувався разом із колишніми колегами по молодіжній команді «Арсеналу» Лі Кановілем і Джо Куффуром, але зіграв лише один поєдинок за першу команду (13 грудня вийшов на останні хвилини за Кановілля в нічийному (1:1) поєдинку проти «Йорк Сіті»), перш ніж його звільнили. У січні 2004 року головний тренер «Торкі» Лерой Росеньйор вирішив відмовитися від послуг лівого захисника.
2 червня 2004 року провів свій єдиний матч за національну збірну Ямайки в програному (0:1) поєдинок проти збірної Ірландії на Кубку Єдності на Веллі, в якому наприкінці матчу вийшов на заміну Деону Бертону.
У вересні 2004 року приєднався до «Веллінг Юнайтед». У грудні 2004 року провів черговий невдалий перегляд у «Кіддермінстер Гарріерз». У січні 2005 року перейшов спочатку до «Барнета», а згодом до «Фарнборо Таун», але зіграв 4 матчі, після чого в березні 2005 року пішов вільним агентом та приєднався до «Дувр Атлетік». Серпень 2005 року провів у «Єдінгу», а в грудні 2005 року грав за «Гемель Гемпстід Таун». У 2006 році грав за «Фішер Атлетік», а в січні 2007 року перейшов у «Рашден енд Даймондс», а через декілька тижнів залишив команду, щоб приєднатися до колишнього партнера по «Борнмута» Джейсона Тіндалла у «Веймуті». На початку липня 2007 року він підписав нову однорічну угоду з «Веймутом». У лютому 2008 року приєднався до «Мейденгед Юнайтед».
У січні 2009 року приєднався до гартфордширського клубу «Бішопс Стортфорд» в 1-місячну оренду. Але протягом місяця перейшов до команди на повноцінній основі. У серпні 2009 року підписав контракт з представником Прем'єр-дивізіону Істмійської ліги «Маргейт», у складі якого 18 серпня того ж року дебютував за «Дартфорд».